# 마크 모리스 (정치인)
마크 모리스마크 모리스(Marc Morris)은 미국의 정치인으로 미국 조지아주 하원의원이다.

## 경력
- 미 해군 입대
- 1981 오대호 해군 훈련센터 종교 프로그램 전문가 등급 합격
- 탈매지 그룹 정보 기술 회사 창립자 사장
- 2017.11 ~ 2021.01 제154·155대 조지아주 제26선거구 하원의원

## 역대 선거 결과
| 선거명        | 직책명                       | 대수  | 정당   | 득표율  | 득표수   | 결과 | 당락               |
| ------------- | ---------------------------- | ----- | ------ | ------- | -------- | ---- | ------------------ |
| 2017년 재선거 | 하원의원 (조지아 제26선거구) | 154대 | 공화당 | 59.77%  | 1,915표  | 1위  | 조지아 주의원 당선 |
| 2018년 선거   | 하원의원 (조지아 제26선거구) | 155대 | 공화당 | 100.00% | 24,544표 | 1위  | 조지아 주의원 당선 |